# Phasma
Phasma é um gênero de traça pertencente à família Arctiidae.